# Teorema di Barone

## Definizione

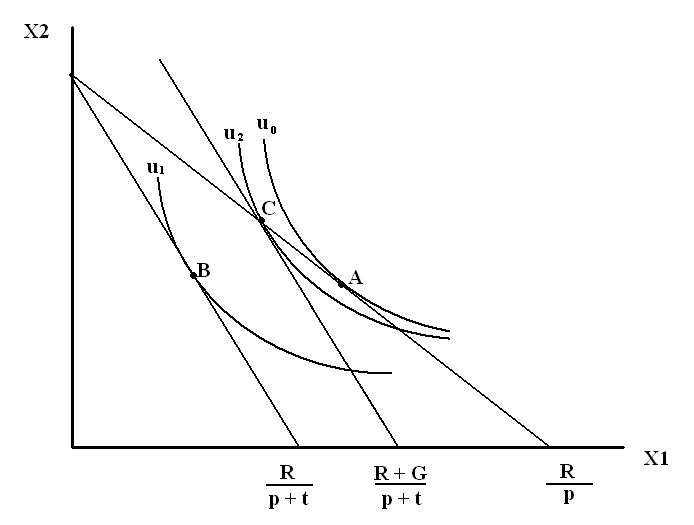
Teorema di Barone

Il teorema di Barone, elaborato nel 1912 dal napoletano Enrico Barone, dimostra che le imposte dirette sono preferibili alle imposte indirette, in termini di variazione di benessere.

## Analisi
Dati due beni X ed Y, un individuo sceglierà la combinazione delle due variabili che più renderà elevata la sua utilità. Rappresentato in un grafico, il punto di tangenza fra la combinazione dei beni e la sua più elevata curva d'indifferenza.
Se si introduce un'imposta diretta sul reddito si riduce il potere d'acquisto di un individuo senza alterare il prezzo dei beni sul mercato, causando solo un effetto reddito. In questo caso un individuo acquisterà meno quantità dei due beni senza cambiare la propria preferenza per uno o per l'altro. Graficamente la pendenza rimane costante, ma trasla verso l'origine.
Se invece si introduce un'imposta indiretta essa è distorsiva, ovvero introduce un effetto sostituzione, che provoca un cambiamento nelle preferenze dell'individuo. Questo, per l'effetto di sostituzione stesso, acquisterà una quantità maggiore del bene non tassato, sostituendolo, appunto, con quello tassato, divenuto meno conveniente. Graficamente cambia la pendenza della retta del vincolo di bilancio.
Nel grafico la curva d'indifferenza u0 (punto A) diventa u1 (punto B) con l'introduzione della tassa, ma con la restituzione della stessa la curva diventa u2 e cade nel punto C, che è differente da quello iniziale.

## Conclusioni
Un'imposta diretta è preferibile ad un'imposta indiretta. La prima produce solamente un effetto reddito, la seconda crea un effetto sostituzione distorsivo del consumo.
Se si utilizza un'imposta indiretta ad valorem con aliquota uniforme (ad esempio l'IVA) si elimina l'effetto sostituzione, creando una situazione equivalente all'applicazione di un'imposta diretta.
Matematicamente, ponendo uguali t1 = t2 si garantisce l'invarianza dei prezzi relativi: [(1+t1) p1 /(1+t2) p2]= (p1 / p2).

## Limitazioni
Il teorema di Barone è ottenuto ponendo queste condizioni:
1. esistenza di un solo agente;
2. i prezzi dei due beni sono dati;
3. non è specificata l'elasticità della domanda né il processo produttivo né sull'elasticità